# (17223) 2000 CX56
A (17223) 2000 CX56 a Naprendszer kisbolygóövében található aszteroida. A LINEAR projekt keretében fedezték fel 2000. február 5-én.